# Gynoplistia (Xenolimnophila) tubrabucca
Gynoplistia (Xenolimnophila) tubrabucca is een tweevleugelige uit de familie steltmuggen (Limoniidae). De soort komt voor in het Australaziatisch gebied.